# Circaetus gallicus

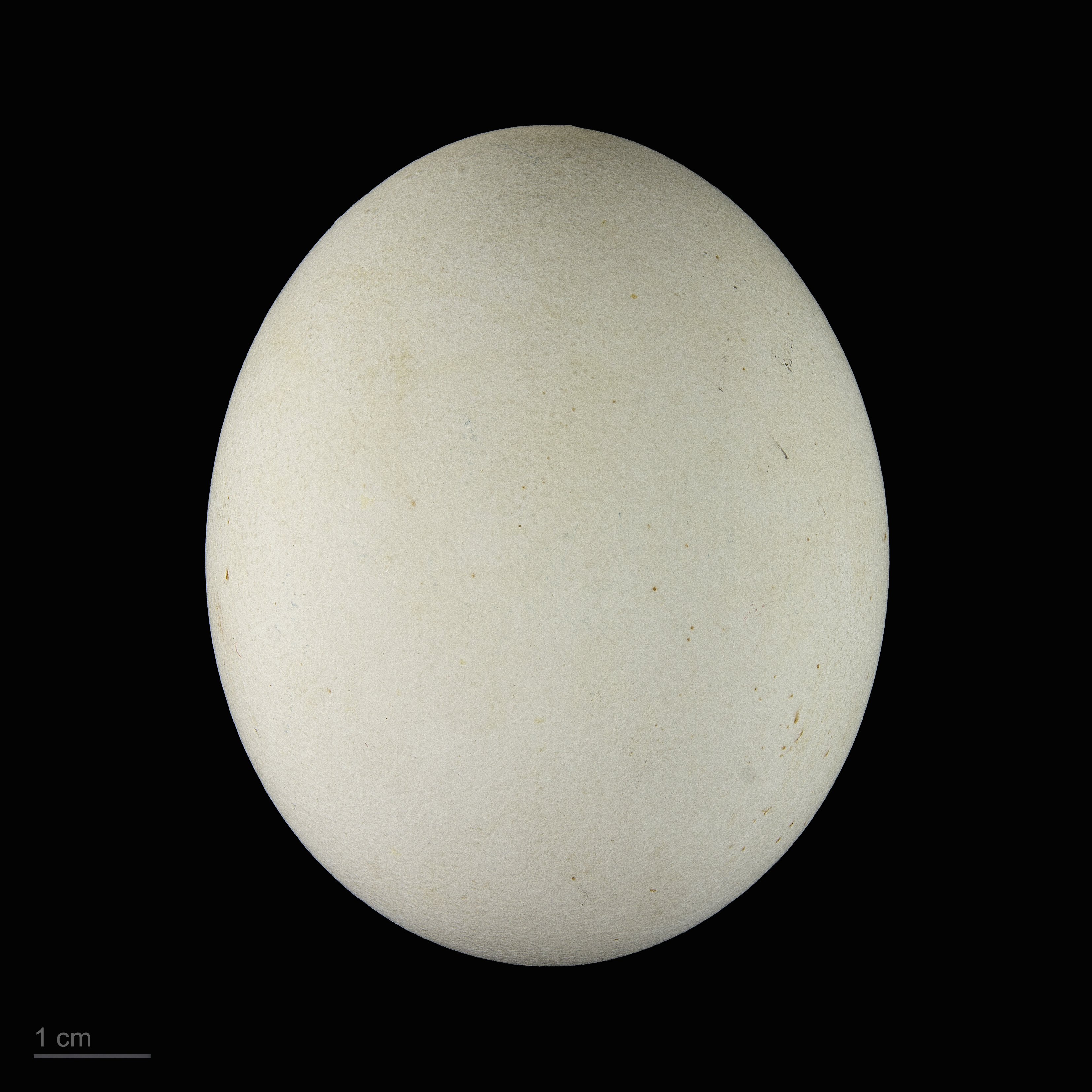
Uovo di Circaetus gallicus

Il biancone (Circaetus gallicus, Gmelin 1788) è un uccello rapace appartenente alla famiglia degli accipitridi.
La sua particolarità è quella di nutrirsi quasi esclusivamente di serpenti.

## Etimologia
Il suo nome latino "Circaetus" deriva dal greco "kirkos" = falco e "aëtos" = aquila, mentre l'aggettivo "gallicus" fa riferimento a quell'area della Francia detta appunto Gallia.

## Aspetto
Con una lunghezza corporea di circa 70 cm e un'apertura alare di 170–190 cm è più grande della comune poiana e più simile nella struttura a un'aquila.
È chiaro nella parte inferiore mentre l'area del capo e del petto si distacca con evidenza dal resto del corpo.
Ha una testa relativamente grande e occhi gialli e lucenti.
I piccoli atti al volo sono molto più chiari e hanno talvolta una testa quasi bianca.

## Distribuzione e biotopo
Con circa 5.900 - 14.000 coppie in Europa i bianconi sono tra le specie più rare. 
Si trova anche in Europa meridionale e orientale, a macchia di leopardo tuttavia anche in Ungheria e Polonia.
Ama le regioni calde, aperte e ricoperte di arbusti come le steppe, le savane, i deserti e le foreste. Importante per questo animale è la presenza di animali da preda.
In qualità di evidente uccello migratore si sposta tra agosto e ottobre con trasferimenti giornaliere fino ai 100 km/h principalmente passando per Gibilterra verso le regioni a sud del Sahara e facendo ritorno in Italia solo verso marzo.
In tutto il mondo ci sono 4 - 6 specie del genere Circaetus che si possono trovare tutte anche in Africa ad eccezione del Circaetus gallicus. Il C. beaudouini e il C. pectoralis vengono classificati anche col nome di C. gallicus come un'unica sottospecie. Il C. beaudouini assomiglia nella corporatura al C. gallicus, ma è più piccolo. Il C. pectoralis sembra piuttosto diverso con la sua colorazione nera e marrone della parte superiore del corpo, ma costituisce a macchia di leopardo delle coppie miste in un terreno molto ristretto di coincidenza con il C. beaudouini.
Biancone C. g. gallicus (Gmelin, 1788)
Biancone di Beaudouin C. g. beaudouini J. Verreaux e Des Murs, 1862 - Savana dell'Africa occidentale dalla Mauritania meridionale al Sudan del Sud-ovest fino al Kenya nord-occidentale.
Biancone dal petto nero C. g. pectoralis A. Smith, 1829 - Zone di foreste torride e di paesaggi aperti dell'Africa meridionale e orientale dall'Etiopia fino all'Uganda e al Capo di Buona Speranza.
Biancone monocolore C. g. cinereus Vieillot, 1818 - Intera zona di savana e di foresta torrida dell'Africa tropicale (esclusi i terreni desertici della penisola somala e dell'Africa sudoccidentale).
Biancone dal petto grigio C. g. fasciolatus Kaup, 1847 - Lungo la zona costiera del Kenya fino all'estremo nord-est del Sudafrica.
Biancone dal nastro C. g. cinerascens di J. W. von Müller, 1851 - Zona umida della savana nel settore margine della zona pluviale africana, come anche nell'altopiano etiope.

## Alimentazione

Biancone con preda

Rapace diurno di grosse dimensioni, ha una dieta molto peculiare. Si nutre infatti esclusivamente di rettili, soprattutto serpenti e in misura marginale lucertole, perciò dipende strettamente dalla loro presenza. Tali uccelli, veri e propri "sterminatori di serpenti", girano attorno alla preda sbattendo le ali, così da disorientarla.

## Riproduzione
Costruisce il suo nido preferibilmente in alberi alti dislocati sui pendii. Depone un solo uovo a partire dai tre o quattro anni. Nidifica in Europa meridionale e in Marocco in aprile, mentre in India già a gennaio/febbraio. La femmina cova a maggio e giugno per circa 45-47 giorni un uovo bianco lungo più di 7 cm. Il piccolo resta nel nido per 60-80 giorni.
Può vivere sino a 17 anni.